# Bitxa de Balones
La bitxa de Balones o toros de Balones són dues escultures ibèriques trobades a Balones (Comtat, País Valencià).
Els bous en la cultura ibèrica, freqüentment, es relacionen amb les necròpolis i, concretament a l'àrea de la Contestania, també solen estar en les rodalies de fonts o rius. La bitxa de Balones es va trobar en la partida de Pitxòcol, a la xicoteta vall de Seta.
Les escultures es conserven en estat fragmentari. Una manca del cap i de les potes, mentre que l'altra únicament conserva els quarts posteriors. La seua datació i atribució és segura, entre altres motius, perquè al costat d'elles es va trobar ceràmica campaniana importada junt a ceràmica ibèrica. Així mateix, també es va trobar un relleu que mostra una divinitat domadora de cavalls. La bitxa de Balones es troba exposada al Museu de Prehistòria de València.